# Volitiv
Volitiv är en kategori modus som uttrycker önskan, längtan, fruktan och dylikt i verbet. Till dessa modus hör imperativ och optativ. Verbformen märks i Esperanto med suffixet -u.